# Бєлокуров Володимир В'ячеславович
Володимир В'ячеславович Бєлокуров (рос. Владимир Вячеславович Белокуров; (8 липня (25 червня) 1904, с. Нижній Услон, Свіязький повіт, Верхньоуслонська волость, Казанська губернія, Російська імперія — 28 січня 1973, Москва, РРФСР, СРСР) — радянський актор театру та кіно, педагог. Лауреат Сталінської премії (1951). Народний артист СРСР (1965).

## Життєпис
Володимир Бєлокуров народився 25 червня (8 липня) 1904 року в селі Нижній Услон (нині Верхньоуслонський район Татарстану, Росія), у багатодітній родині сільського священика.
Навчався в Казанській гімназії, потім працював уніформістом у місцевому цирку, в опереті у антрепренера Р. Розенберга (1917—1918). У 1918—1919 рр. — у трупі І. М. Пєвцова в Казані. У 1919—1920 рр. — співробітник концертної групи Казанського оперного театру (нині Татарський театр опери та балету імені Муси Джаліля).
У 1920—1922 роках навчався у Казанській губернській драматичній студії.
З 1925 року — у Москві. У 1925—1930 і 1931—1936 рр. — актор Театру Революції (нині Московський академічний театр імені Володимира Маяковського), де прослужив 12 років, зіграв понад 30 ролей, в основному в п'єсах сучасного репертуару.
У 1930—1931 рр. — актор Театру імені МДСПС (нині Театр імені Моссовєта).
З 1936 року — актор Московського художнього академічного театру (МХАТ), де пропрацював все життя. Загалом у театрі зіграв 51 роль.
Викладацька діяльність тривала понад 40 років. У 1923—1924 рр. викладав у Татарському театральному технікумі (нині Казанське театральне училище).

У Москві викладав у театральній школі юніорів і у театральному училищі при Театрі Революції. У 1934—1948 роках — педагог ГІТІС ім. А. В. Луначарського, в 1944 випустив курс, який склав основу Театру імені А. П. Чехова в Таганрозі. З 1946 року — професор кафедри акторської майстерності ГІТІСу. У 1946—1972 роках — педагог ВДІКу.
Заслужений артист РРФСР (1938). Народний артист РРФСР (1954). Народний артист СРСР (1965).
Похований на Новодівочому цвинтарі.

## Фільмографія
- 1932 — Мертвий будинок — Аудитор-заїка
- 1935 — Кінець полустанку — Вася Гнедочкін
- 1936 — Зорі Парижа —  Ріго, прокурор
- 1941 — Валерій Чкалов —  Чкалов
- 1941 — Перша кінна
- 1941 — Сабухі
- 1944 — Поєдинок —  Петер Вайнегер
- 1947 — Сільська вчителька —  Буків
- 1950 — Жуковський —  С. А. Чаплигін
- 1950 — Секретна місія —  Борман
- 1951 — Бєлінський —  Барсуков
- 1953 — Великий воїн Албанії Скандербег —  король
- 1953 — Сріблястий пил —  Ептон Брюс
- 1953 — Застава в горах —  Марроу
- 1954 — Запасний гравець —  Цвєтков
- 1955 — Син —  Лавров
- 1955 — Михайло Ломоносов —  заводчик
- 1956 — Довгий шлях —  Латкин
- 1956 — 300 років тому… (Кіностудія ім. О. Довженка) —  Лизогуб
- 1957 — Поєдинок —  штабс-капітан Діц
- 1958 — Лавина з гір —  Шкуро
- 1958 — Йшли солдати ... —  Генерал
- 1959 — Ходіння по муках / Похмурий ранок —  Льова Задов
- 1959 — Василь Суриков —  Петро Кузнєцов, меценат
- 1960 — Рижик —  ткач
- 1960 — Мертві душі —  Чичиков
- 1961 — Смугастий рейс —  Боцман
- 1961 — Воскресіння —  Масленников
- 1962 — Суд божевільних —  Фред Хаггер
- 1962 — Квітка на камені (Київська кіностудія) —  Сектант
- 1963 — Королева бензоколонки —  Ведмідь
- 1964 — Сон (Кіностудія ім. О. Довженка) —  Дубельт
- 1964 — Тепер нехай йде —  Лео Моргенштерн
- 1964 — Москва — Генуя —  Ллойд Джордж
- 1965 — «Ревізія» (у к/а Фітіль № 41) (короткометражний) —  Бухгалтер
- 1965 — Поки фронт в обороні —  Шорохов
- 1965 — Дзвонять, відчиніть двері —  Коркін
- 1965 — Залп «Аврори» —  Міністр Тимчасового уряду
- 1965 — Альпійська балада —  Австрієць
- 1965 — Через цвинтар —  Сазон Іванович Кулик
- 1966 — Я родом з дитинства —  Учитель-інвалід
- 1966 — Невловимі месники —  священик-філософ
- 1967 — Непосиди (Кіностудія ім. О. Довженка) —  Злодій
- 1967 — Запам'ятаємо цей день —  Равінський
- 1967 — Війна під дахами —  Стрільців
- 1968 — Помилка Оноре де Бальзака (Кіностудія ім. О. Довженка) —  Зарицький
- 1968 — Нові пригоди невловимих —  Конферансьє
- 1968 — Вибух після півночі —  Священик
- 1969 — Злочин і кара —  шинкар  (немає в титрах)
- 1969 — Сини йдуть у бій
- 1969 — Викрадення —  камео
- 1969 — Звинувачуються в убивстві —  свідок Ферапонтов
- 1969 — Кура неприборкана —  Семенов
- 1970 — Родина Коцюбинських —  «Морда»
- 1970 — Посланці вічності —  Міністр
- 1970 — Крах імперії —  Кучеров
- 1971 — Рудобельська республіка —  Ревінскій
- 1971 — Корона Російської імперії, або Знову невловимі —  Патлатий імператор
- 1973 — Чиполліно —  Синьйор Помідор після потрясіння